# 印東氏
印東氏（いんとうし）は、日本の氏族。

## 概要
下総国印旛郡印東荘を領したことから、地名を名字とする。桓武平氏良文流（系図によっては良兼流とされる）。上総権介平常澄の二男、印東次郎常茂（常義）を祖とする。上総広常は常茂の八弟にあたる。上総平氏。子孫に伝わる口伝によれば平将門の子孫とされる。これは平良文が将門の叔父でありながらも将門の猶子となっており、将門の次女春姫が平忠常の母であることによる系譜である。
源頼朝が挙兵した際、初代常茂は平家方、息子たちは源氏方へ付き、子孫は御家人として鎌倉幕府へ仕えた。
鎌倉幕府成立後、房総平氏の総領であった上総広常が謀反の疑いで誅されたことにより、幕府内における上総一族としての印東氏の勢力は減退し、代わって千葉氏が房総平氏の総領となり、その被官となることを余儀なくされた。
宝治合戦では千葉氏と共に三浦氏方に与したため、所領の多くを失うこととなる。鎌倉幕府滅亡後は鎌倉公方足利氏、里見氏へ仕えたことが記録から窺える。
江戸時代には南部藩（南部家）、前橋藩（松平家）、喜連川藩（喜連川（足利）家）、上総久留里藩（黒田家）、薩摩藩（島津家）へ仕官していることが資料からも判明している。

## 平安～鎌倉期の印東氏
印東常茂（平常茂）
平常澄の二男、上総広常（八郎）の兄。印東常茂（次郎）が下総国印旛郡印東庄の庄司となって印東（伊東）を称したとされる。1163～66年間に兄の印南（印西・伊西）新介・常景を討ち上総氏総領となる。子息に長南重常、印東頼常、南郷師常、戸田常政がいる。二男頼常も印東庄別当職として赴任して「印東別当」を称している。
治承4年（1180年）10月20日、富士川の戦いに敗れて相模国鮫島にて討死を遂げたことが吾妻鏡に記載されている。
印東別当頼常（胤常）
常茂の二男。治承4年（1180年）9月4日結城浜の戦いに赴く上総広常率いる軍勢に兄・長南太郎重常と弟・四郎師常とともにその名が見える。
臼井四郎成常・五郎久常、相馬九郎常清、天羽庄司秀常、金田小太郎康常、小権守常顕、匝瑳次郎助常、長南太郎重常、印東別当胤常・四郎師常、伊北庄司常仲・次郎常明・太夫太郎常信・小太夫時常、佐是四郎禅師等を始めとする一千余騎が上総広常に付き従っている。
印東四郎（南郷師常）
常茂の四男。建久6年（1195年）3月10日の頼朝の東大寺供養には、「印東四郎」が「臼井六郎（臼井有常）」「天羽次郎（天羽直常）」「千葉二郎（相馬師常）」「千葉六郎大夫（東胤頼）」「境平二兵衛尉（境常秀）」とともに参列している。上総国武射「南郷」を領し、鳴戸（成東城）へ城を築いたことが記録に残っている。
印東太郎（常直）
安貞2年（1228年）7月23日、将軍・藤原頼経の三浦義村の山荘への渡御の随兵として、その名が見える。
印東八郎
同年5月8日、御所の馬場殿にて五番の競馬が催され、将軍・頼経が観覧する中、接戦が繰り広げられた。その代表者として加地三郎左衛門尉と印東八郎の名が見える。
5月13日には、印東八郎は御所に召され、将軍家より御厩の栗毛の馬を下賜された。
嘉禎2年（1236年）10月5日、興福寺の僧兵の暴挙を防ぐため、大和国に守護人を設置することが決まり、興福寺の荘園を没収し、それらを大和国の各地頭に補した。さらに、畿内、近国の御家人らを催促し、南都へ通じる道路をふさいだ。この守備を命じられたのが印東八郎、佐原七郎らの「殊勝、勇敢、壮力の輩」であった。
印東次郎
寛元3年（1245年）1月9日の御弓始の儀には、弓術に長じた御家人が選ばれるが、その一番に三浦光村（三郎）と印東次郎が名を連ねた記録がある。
印東次郎・三郎
宝治元年（1247年）の宝治合戦では、印東太郎とその子息次郎、三郎が戦死を遂げた。宝治合戦で戦死した印東太郎は、安貞2年（1228年）の印東太郎（常直）か。子息の次郎は寛元3年（1245年）1月の印東次郎であると思われる。
印東小四郎光継
元弘3年（1333年）から翌年正月にかけて、鎌倉幕府の残党である安達城介高景、名越中務大輔時如の両名が、安達高景の領所があった陸奥国へ逃走。陸奥国津軽平賀郡大光寺の地頭・曾我助光入道道性がこれに協力して挙兵した。これに後醍醐天皇方に寝返った曾我乙房丸（曾我光高）、工藤貞行（中務右衛門尉）、早河禅門、安東高季（五郎太郎）が大光寺に攻め寄せて合戦となった。この大光寺合戦で、曾我乙房丸方として参陣。正月8日の戦いで左膝を射抜かれた記録が残っている。

## 僧侶になった印東氏
日昭（1236年～1323年）
日蓮直弟子の六老僧筆頭。昭門流（浜門流）の祖。はじめ成弁と号し、弁阿闍梨、不軽院と称された。下総国印東庄能戸の領主・印東治郎左衛門尉祐昭の次男。母は工藤左衛門尉祐経娘（妙一尼）。のち摂政・近衛兼経の猶子となり、法印に任じられた。兄・三郎左衛門尉祐信が印東家を継ぎ、次男の日昭が日蓮の直弟子となった。姉は池上左衛門大夫康光に嫁ぎ、池上宗長・宗仲の母となる。妹は下総国葛飾郡平賀村の平賀二郎有国に嫁ぎ、日朗を生んだ。嘉禎2年（1236年）、下総国海上郡に生まれたとされるが、確実な生年は不明である。父の印東治郎左衛門尉祐昭は印東次郎左衛門尉の息と伝わる。
幼くして成弁と号して比叡山に登り、尊海阿闍梨を師と仰いで修行を重ねた。才能あふれる成弁を尊海から聞いた近衛兼経は彼を猶子に迎えたという。日昭についての伝承は詳しく伝わっていないものの、日昭は日蓮が亡くなるときには上首と定められるほど信頼の厚い人物であった。鎌倉においては幕府の弾圧に屈せず、弘安8年（1258年）4月には幕府に陳情を提出するなど日朗とともに活躍。教団の基礎を固めることに尽力した。 また、御家人・工藤祐経の屋敷跡に法華堂を建立。現在の材木座・実相寺である。元亨3年（1323年）3月26日入滅。
さじき女房（不詳）
鎌倉の人で一説には印東三郎左衛門祐信の妻といわれる。また日昭の縁故の人というが、明らかではない。「さじき」は「棧敷」と書き、鎌倉の地名である。

## 室町～戦国期の印東氏
鎌倉公方に仕えて奉公衆となった一族と里見氏の家臣となった印東一族がある。
鎌倉公方に仕えた印東氏
　平良兼（下総守）から続くと伝わっている。代々鎌倉公方の奉公衆となっている。
印東氏定（伊豆守）
足利氏満より偏諱を受けている。
印東勝胤（伊豆守）
氏定の孫。鎌倉雪ノ下で自刃したと系譜にあり、永享10年（1438年）の永享の乱で自刃した『印東伊豆守常貞』と同一人物か。
印東胤春（出羽守）
勝胤（伊豆守）の跡を継いだ。『上杉宗房男』とされる。
印東次郎左衛門
鎌倉公方・足利持氏に仕えた。応永23年（1416年）の上杉禅秀の乱で海上憲胤（筑後守）・海上頼胤（信濃守）とともに上杉禅秀を討った。
印東常貞（伊豆守）
鎌倉御所奉行の一人。永享10年（1438年）の永享の乱で持氏とともに自害。
印東下野守
常貞の子か。印東下野守は、足利成氏から下野国天命を与えられ、守護職・小山持政を助けるよう命じられている。この下野守系統の印東氏は代々下野国佐野庄を治めたと思われる。
印東次郎左衛門・印東出羽介
室町末期の古河公方・足利義氏の近臣として仕えた。
印東宮内少輔
古河公方発給文書の宛先となる一色左馬助宛ての足利成氏からの書にも印東宮内少輔の名がみえる。| ｢恐々謹言 依迷惑至極候、不園 御出行分候哉、驚入候、既年来甚忍候上者、前之思案誠以って嘆き敷き次第候可心安心候地等之事、巨細は印東宮内少輔に申しつけ候 恐々謹言｣ |
| —年不詳 十二月五日 一色左馬助 足利成氏からの書 |

## 里見氏に仕えた印東氏
弘治2年（1556年）10月、里見義堯は嫡男の義弘に水軍を預け小田原北条氏の支配下にある三浦半島へ攻撃を命じているが、その配下に正木・秋元・印東氏らの率いる海賊衆の名が見える。
里見家中における印東氏の家格は、印東采女（家老・武具寺社奉行・316石）、印東六右衛門（中小姓頭・150石）、印東河内（馬乗八人衆・200石）、印東又七・印東長次郎・印東内匠（百人衆・50石）、印東惠斎（茶道・50俵）となっている。（『里見安房守忠義公家中帳』）
印東房一（采女）（？～？）
里見10代忠義の重臣の1人で、館前という御庄に采女の屋敷跡があり、地元では城山(じょうやま)と呼ばれている。
「印東のぼら」は通称おかめトンネルといわれ、御庄と沓見の連絡を楽にしたもので、印東氏が掘らせたものといわれている。
山名の智蔵寺に中興開基として、功労のあった采女の木像が本尊と共に崇められている。
慶長11年、深名村常光寺に寺領を寄進する際、深名村に所領を持つ里見家臣に所領の引き渡しを命じており、その際、堀江頼忠と共に引き渡しを求める書状に連署している記録がある。
印東主膳（？～？）
慶長年間頃、検地役人。
印東河内守（？～？）
慶長年間頃、検地役人。二十人衆。慶長十八年、安房神社への寄進を安房国中の村々に求めた。

## 江戸期の印東氏
鹿児島藩士の印東氏
印東彦兵衛より始まる。薩摩鹿児島藩士の略歴を記した『諸家大概』には千葉氏庶流として掲載されている。
豊臣家の摂津国能勢村代官であった彦兵衛は、島津惟新が関ヶ原で敗れて摂津国に逃れた際に協力した功によるものか、島津家に味方して召抱えられた。（『鹿児島県資料集IV』所収：鹿児島県立図書館　編）
上総久留里藩（黒田家）
藩士に印東氏が見られる。
南部藩
『南部藩参考諸家系図 4』（前沢隆重他編 国書刊行 会 1985） p213-214『印東氏』の系図があることが確認されている。
前橋藩
印東家は、最初、蒲生家に使えるが、蒲生家廃絶と共に浪人、島原の乱で立花宗重と共に戦い、軍功を挙げる。その後、その功により、白河で、直基に仕え、幕末まで大和守家の家臣として仕える。慶応3年前橋城作事奉行として、川越から前橋に下っている。
明治8年頃の熊谷県で一斉に旧藩土の貫属(出身地と身分〉を調査した短冊帳により、前橋藩士に見られる名字（苗字）に印東氏が見られる。

## 印東氏館跡
千葉県山武市成東は上総国山辺庄成東郷と呼ばれ、安貞元年（1227年）には印東四郎師常（南郷師常）の領地となり、四郎入道によって（鳴戸）成東城が築造されたと伝わる。現在の成東城公園には「印東氏累代の城」の看板がある。
また、千葉県成田市長沼の長沼城跡の碑には『異伝によれば、印東別当常閑、印東太郎師常（鏑木本千葉系図）、長沼淡路前司（東鑑三十五）、大野修理（常総軍記）の城砦とも記す』とある。